# Peschongia
Peschongia es un género de foraminífero bentónico considerado un sinónimo posterior de Pseudoparrella de la subfamilia Pseudoparrellinae, de la familia Pseudoparrellidae, de la superfamilia Discorbinelloidea, del suborden Rotaliina y del orden Rotaliida. Su especie tipo era Peschongia bikiniensis. Su rango cronoestratigráfico abarcaba el Holoceno.

## Clasificación
Peschongia incluye a la siguiente especie:
- Peschongia bikiniensis